# Over There (série télévisée)
Pour les articles homonymes, voir Over There.
Over There est une série télévisée américaine en treize épisodes de 42 minutes, créée par Chris Gerolmo & Steven Bochco. Elle est diffusée entre le 27 juillet et le 26 octobre 2005 sur FX.
Au Canada, la série a été diffusée à partir du 6 septembre 2005 [Où ?] et en France à partir du 11 mai 2006 sur Canal+.
En 1917, Over There était le nom d'une chanson patriotique américaine pour stimuler les soldats partant pour la France. La réutilisation de ce titre pour une guerre controversée constitue un joli détournement satirique.

## Synopsis
Cette série, dont le titre signifie « Là-bas », met en scène la guerre que mènent les États-Unis en Irak. Elle suit le parcours d'une unité de la troisième division d'infanterie de l'armée américaine dans sa première incursion en Irak, et montre parallèlement les réactions de leurs proches et de leur famille aux États-Unis.

## Distribution
- Josh Henderson (VF : Yoann Sover) : Bo Ryder
- Luke Macfarlane (VF : Emmanuel Garijo) : Frank « Dim » Dumphy
- Erik Palladino (VF : Cédric Dumond) : Sergent Chris « Scream » Silas
- Keith Robinson (VF : Sidney Kotto) : Avery « Angel » King
- Sticky Fingaz (VF : Gilles Morvan) : Maurice « Smoke » Williams
- Lizette Carrion (VF : Odile Schmitt) : Esmeralda « Doublewide » Del Rio
- Nicki Lynn Aycox (VF : Sylvie Jacob) : Brenda « Mrs. B. » Mitchell
- Omid Abtahi (VF : Sébastien Desjours) : Tariq Nassiri
- Brigid Brannagh (VF : Vanina Pradier) : Vanessa Dumphy
- Sprague Grayden (VF : Véronique Alycia) : Terry Ryder
- Lombardo Boyar (VF : Maurice Decoster) : Sergio Del Rio
- Ana Ortiz (VF : Juliette Degenne) : Anna

- Version française
Société de doublage : Mediadub International[1]
Direction artistique : Martine Meirhaeghe[1]
Adaptation des dialogues : Franco Quaglia, Pascale Gatineau et Gilles Gatineau[1]

Source VF : Doublage Séries Database

## Épisodes
1. Les Bleus (Pilot)
2. Le Barrage (Roadblock Duty)
3. Le Prisonnier (The Prisoner)
4. Le Guetteur (I Want My Toilets)
5. Massacre d'innocents (Embedded)
6. Retour difficile (It's Alright Ma, I'm Only Bleeding)
7. Mission accomplie (Mission Accomplished)
8. Situation normale (Situation Normal)
9. Butin de guerre (Spoils of War)
10. Le Piège (Suicide Rain)
11. Orphelins (Orphans)
12. Nouvelles Recrues (Weapons of Mass Destruction)
13. Le Convoi (Follow the Money)

## Commentaires
- Les scènes en Irak sont tournées dans le désert de Californie.
- La chaîne américaine FX ayant décidé d'annuler la série, celle-ci se limite donc à treize épisodes.

## Récompenses & Nominations
- 2006 : Emmy Awards nommée pour "Original Main Title Theme Music" Chris Gerolmo